# ال۳هریس
ال۳هریس (انگلیسی: L3Harris) شرکت صنایع جنگ‌افزاری آمریکایی است، که در سال ۲۰۱۹ تأسیس شد.